# David Bowker (voile)
Pour les articles homonymes, voir Bowker.
David Bowker (né le 15 mars 1922 et mort le 18 mars 2020) est un skipper britannique. Il participe aux Jeux olympiques d'été de 1956 en participant à l'épreuve du 5,5 mètres JI et remporte la médaille d'argent de la compétition.

## Palmarès

### Jeux olympiques
- Jeux olympiques de 1956 à Melbourne,  Australie
  -  Médaille d'argent.